# جورج مورغان
جورج مورغان (7 يوليو 1844 في أستراليا - 17 يوليو 1896) (بالإنجليزية: George Morgan)‏ هو لاعب كريكت أسترالي.

## وصلات خارجية
- جورج مورغان على موقع إي آس بي آن كريك إنفو (الإنجليزية)